# Maurice Gorgy
Pour les articles homonymes, voir Gorgy.
 (mai 2019).
 (mai 2019).
Maurice Gorgy est né à Grenoble le 18 juillet 1942. Fils d'horloger, il est le fondateur et le président de Gorgy Timing. Il est marié et père de deux enfants dont l'un travaille dans l’entreprise familiale.

## Biographie
Il est diplômé de l’École française d'horlogerie d’Anet (EHA) et nommé en 1967 Maître horloger.
Il commence sa carrière en 1969 chez DEHO privé (Distribution Électrique de l’Heure Officielle) en tant qu’Agent régional de Paris et Responsable des produits innovants métrologiques.
Il poursuivra ensuite à Genève en 1973 avec Patek Philippe Electronic en tant que Représentant exclusif pour la France.
Puis, en 1974 il fonde Gorgy Timing à Seyssinet-Pariset. Il en est alors le PDG et le Directeur Recherche et Développement. La société est spécialisée dans la synchronisation horaire. 

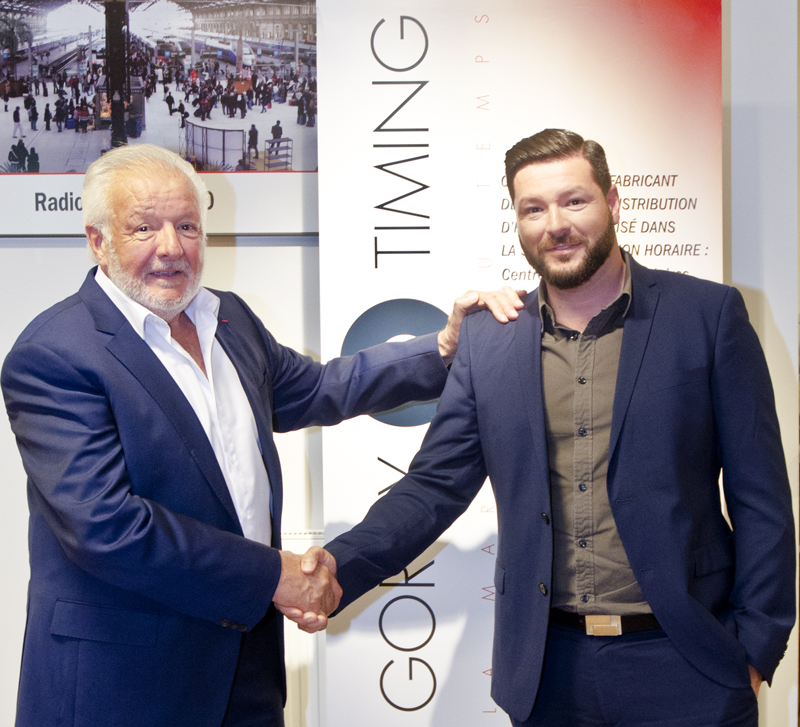
Maurice et Nicolas Gorgy

En 2016, Maurice Gorgy passe la main à son fils, Nicolas, qui devient Directeur Général de Gorgy Timing. Maurice Gorgy garde le statut de Président et Fondateur de Gorgy Timing.

## Distinction
Le 26 juin 1990, Maurice Gorgy se voit remettre la médaille d’honneur de la ville de Seyssinet-Pariset ; puis, le 24 janvier 2019 celle de la ville de La Mure. 
Maurice Gorgy a également le titre de chevalier de la Légion d’honneur au titre de la DGA pour l’action menée au Comité Richelieu auprès des PME innovantes et des grands groupes français.